# Peugeot Vivacity

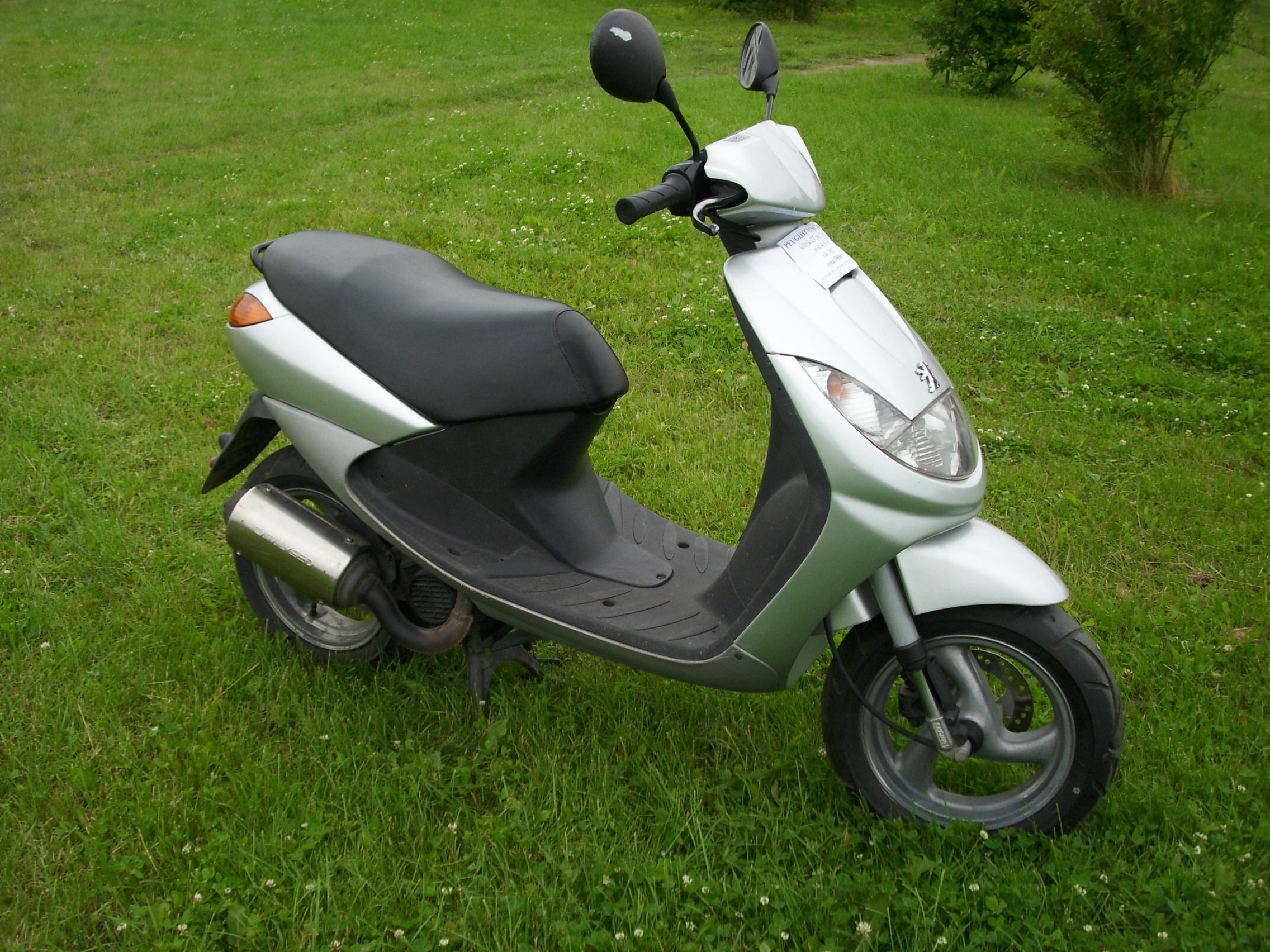

Der Peugeot Vivacity ist ein von Peugeot Motocycles konstruierter Motorroller mit stufenlosem Automatikgetriebe mit Keilriemen. Die Modelle reichen von 50 cm³ bis 150 cm³. Vom Peugeot Vivacity gibt es fünf verschiedene Version: Der „normale“ Vivacity, den Vivacity Compact, den Vivacity X-race, den Vivacity Sportline und den Vivacity Silversport.

## Peugeot Vivacity
Technische Daten:
|                           | Vivacity Compact                                 |
| ------------------------- | ------------------------------------------------ |
| Motor:                    | Einzylinder-Zweitaktmotor                        |
| Hubraum:                  | 49,1 cm³                                         |
| Bohrung × Hub:            | 40 mm × 39,1 mm                                  |
| max. Drehmoment:          | 4,9 Nm bei 5.500/min                             |
| Leistung:                 | 3 kW (4,1 PS) bei 6700/min                       |
| Kühlung:                  | Luft                                             |
| Startvorrichtung:         | E-Starter und Kickstarter                        |
| Höchstgeschwindigkeit:    | 45 km/h                                          |
| Antrieb:                  | stufenloses Keilriemengetriebe                   |
| Tankinhalt:               | 8 l                                              |
| Kraftstoff:               | Super Bleifrei                                   |
| Öltank:                   | 1,3 l                                            |
| Federung vorne:           | Mechanische Upside-Down-Gabel                    |
| Federung hinten:          | Hydraulisches Federbein                          |
| Reifengröße vorne/hinten: | 110/80-10 / 120/80-10 oder 100/80-10 / 120/70-10 |
| Bremse vorne:             | Scheibenbremse: 190 mm                           |
| Bremse hinten:            | Trommelbremse: 110 mm                            |
| Gesamtgewicht fahrbereit: | 83 kg                                            |
| zul. Gesamtgewicht:       | 270 kg                                           |
| Radstand:                 | 1226 mm                                          |
| Sitzhöhe:                 | 760 mm                                           |